# Nederlandenes folkeafstemning om EU's samarbejdsaftale med Ukraine
Nederlandenes folkeafstemning om EU's samarbejdsaftale med Ukraine var en folkeafstemning i Nederlandene den 6. april 2016, hvor der blev stemt nej til godkendelsen af EU's samarbejdsaftale med Ukraine. 
Folkeafstemningsspørgsmålet var "Er De for eller imod loven om godkendelse af samarbejdsaftalen mellem Den Europæiske Union og Ukraine?"
Da samarbejdsaftalen er blevet nedstemt, vil Generalstaterne blive nødt til at vedtage en opfølgende lov om hvorvidt samarbejdsaftalen skal ophæves eller effektueres alligevel.
Grunden til at der skulle afholdes en folkeafstemning var, at der var blevet indgivet over 427.000 gyldige anmodninger på bare seks måneder, hvilket er mere end kravet om 300.000 gyldige anmodninger for at få en folkeafstemning. Resultatet af folkeafstemningen har opsættende virkning og er ikke-bindende.

## Vælgererklæringer
GeenPeil, et samarbejde mellem hjemmesiden GeenStijl, Burgercomité EU og zForum voor Democratie, oprettede kampagnen hvor man samlede de nødvendige vælgererklæringer. De anvendte en webapplikation til at indsamle, printe og aflevere underskrifterne til den hollandske valgkommission (Kiesraad).
| Fase       | Krav    | Modtaget | Gyldige |
| ---------- | ------- | -------- | ------- |
| Indledende | 10.000  | 14.441   | 13.480  |
| Endelig    | 300.000 | 472.849  | 427.939 |

Den 14. oktober 2015 annoncerede valgkommissionen at begge faser var færdiggjorte. 

## Appel
Som resultat af brugen af web-baserede underskrifter blev en appel sendt til De Raad van State (regeringens institution for statsretslige spørgsmål) om at det ikke var godt nok. Den 26. oktober udmeldte rådet at fordringshaveren ingen retsmæssig interesse havde i sagen og afviste med disse ord appellen. Den 29. oktober udmeldte Folkeafstemningsudvalget at folkeafstemningen vil blive holdt den 6. april 2016.

## Resultat
I alt stemte 61,6 % imod og 38,4 % for. Valgdeltagelsen var 32,2 %.
| Valg                                  | Antal stemmer | %     |
| ------------------------------------- | ------------- | ----- |
| Voor (for)                            | 1,575,183     | 38,41 |
| Tegen (imod)                          | 2,526,081     | 61,59 |
| Ugyldige/blanke                       | 33,075        | 0,8   |
| I alt                                 | 4,134,339     | 100,0 |
| Antal stemmeberettigede/stemmeprocent | 12,839,562    | 32,2% |

## Reaktioner
Som svar på parlamentariske spørgsmål sagde ministerpræsident Mark Rutte at han vil afvente folkeafstemningens resultat indtil han bestemmer sig for hvordan han vil handle. Et flertal i Generalstaternes andetkammer, med undtagelse af VVD og D66, har sidenhen meldt ud at de vil respektere folkeafstemningens resultat hvis over 30 % vil stemme, selvom at det ikke er bindende.
Den hollandske regering føre en kampagne for godkendelse af aftalen. Rutte har sagt at det er godt for den Europæiske Union og Holland: "Vi er en handlende nation. Vi står ved frihandel og dette skal Ukraine ikke blive holdt uden for [...] Folk som er tilbøjelige til at stemme nej tror at dette er Ukraine's første skridt hen mod medlemskab i den Europæiske Union. Dette har intet at gøre med tiltrædelse."
Simon Otjes, researcher ved
Dokumentationscenteret for Hollands politiske partier (DNPP) ved Rijksuniversiteit Groningen, har angivet at hvis man "sætter folkeafstemningen i gang nu, før starten af kampagnen, vil der højst sandsynligt være over 30 % der stemmer, og et flertal af disse hælder til at stemme nej. Rundspørger indikerer at når folk bliver fortalt om det virkelige indhold af aftalen, vælger respondenter at foretrække det."

## Meningsmålinger
| Foretaget                  | For | Imod | Har ikke besluttet sig                              | Antal adspurgte | Udført af    |
| -------------------------- | --- | ---- | --------------------------------------------------- | --------------- | ------------ |
| 13.–20. marts 2016         | 40% | 60%  | N/A                                                 | 3.000+          | Peil.nl      |
| 4.–7. marts 2016           | 33% | 44%  | 23%                                                 | 2.510           | I&O Research |
| 21.–25. februar 2016       | 19% | 30%  | 22% ved ikke, 14% hælder mod ja, 15% hælder mod nej | 29.650          | EenVandaag   |
| 29. januar–8. februar 2016 | 32% | 38%  | 30%                                                 | 2.388           | I&O Research |
| 1.–7. februar 2016         | 40% | 60%  | N/A                                                 | 3.000+          | Peil.nl      |
| 12.–21. januar 2016        | 31% | 38%  | 31%                                                 | 2.550           | I&O Research |
| 18.–28. december 2015      | 13% | 51%  | 13% hælder mod ja, 23% hælder mod nej               | 27.151          | EenVandaag   |
| 3.–20. december 2015       | 25% | 41%  | 34%                                                 | 3.490           | I&O Research |